# Тира (Израиль)
Эт-Тира (ивр. טירה‎, араб. الطـّيرة‎) — город в Израиле, находится в Центральном округе, часть так называемого «треугольника».

## История
Тира была основана около 400 лет назад. С 1952 года Тире присвоен статус местного совета, с 1991 года — статус города.

## Население
По данным Центрального статистического бюро Израиля, население на начало 2020 года составляло 26 552 человека.
Население практически полностью арабское, 99,5 % жителей мусульмане.
Темпы роста населения в 2001 году составили 2,8 %, в 2008 году — 2 %. В целом с 1983 по 2004 год население выросло почти вдвое. Средний возраст жителей в 1994 году — 23 года, более 40 % населения несовершеннолетние.
Согласно данным переписи населения 2004 года, 10 процентов мужчин и женщин имеют высшее образование; около 60 процентов мужчин и 50 процентов женщин имеют законченное среднее образование (12 классов); 3 процента мужчин и 10 процентов женщин не имеют никакого формального образования. 60 % трудоспособных мужчин и 24 % женщин в 2004 году были трудоустроены, из них 82 % — наёмные работники. 
Среднемесячная заработная плата работника в течение 2019 года составила 6348 шекелей ( в среднем по стране: 9745 шекелей).

## Города-побратимы
- Бург (Магдебург), Саксония-Анхальт